# USS Massachusetts (BB-2)
«Массачусетс (BB-2)» (англ. USS Massachusetts (BB-2)) — был вторым броненосцем 1-го класса, спроектированным и построенным для ВМФ США. Второй корабль типа «Индиана».
Заложен на верфи компании William Cramp & Sons Ship & Engine Building Co. в 1890 году, спущен на воду 25 июля 1891. Введен в состав флота в 10 июня 1896 став вторым кораблем ВМС США с тяжелой броней и крупнокалиберной артиллерией.